# Thomas Strakosha
Thomas Fotaq Strakosha, född 9 mars 1995 i Aten, Grekland, är en albansk fotbollsspelare (målvakt) som spelar för grekiska AEK Aten och Albaniens landslag.

## Klubbkarriär
Den 14 juli 2022 värvades Strakosha på fri transfer av Brentford, där han skrev på ett treårskontrakt med option på ytterligare ett år. I juli 2024 värvades Strakosha av grekiska AEK Aten, där han skrev på ett femårskontrakt.

## Meriter

### Klubblag
Lazio
- Coppa Italia: 2012/2013, 2018/2019
- Supercoppa Italiana: 2017, 2019